# Burg Hornsberg (Seulingswald)

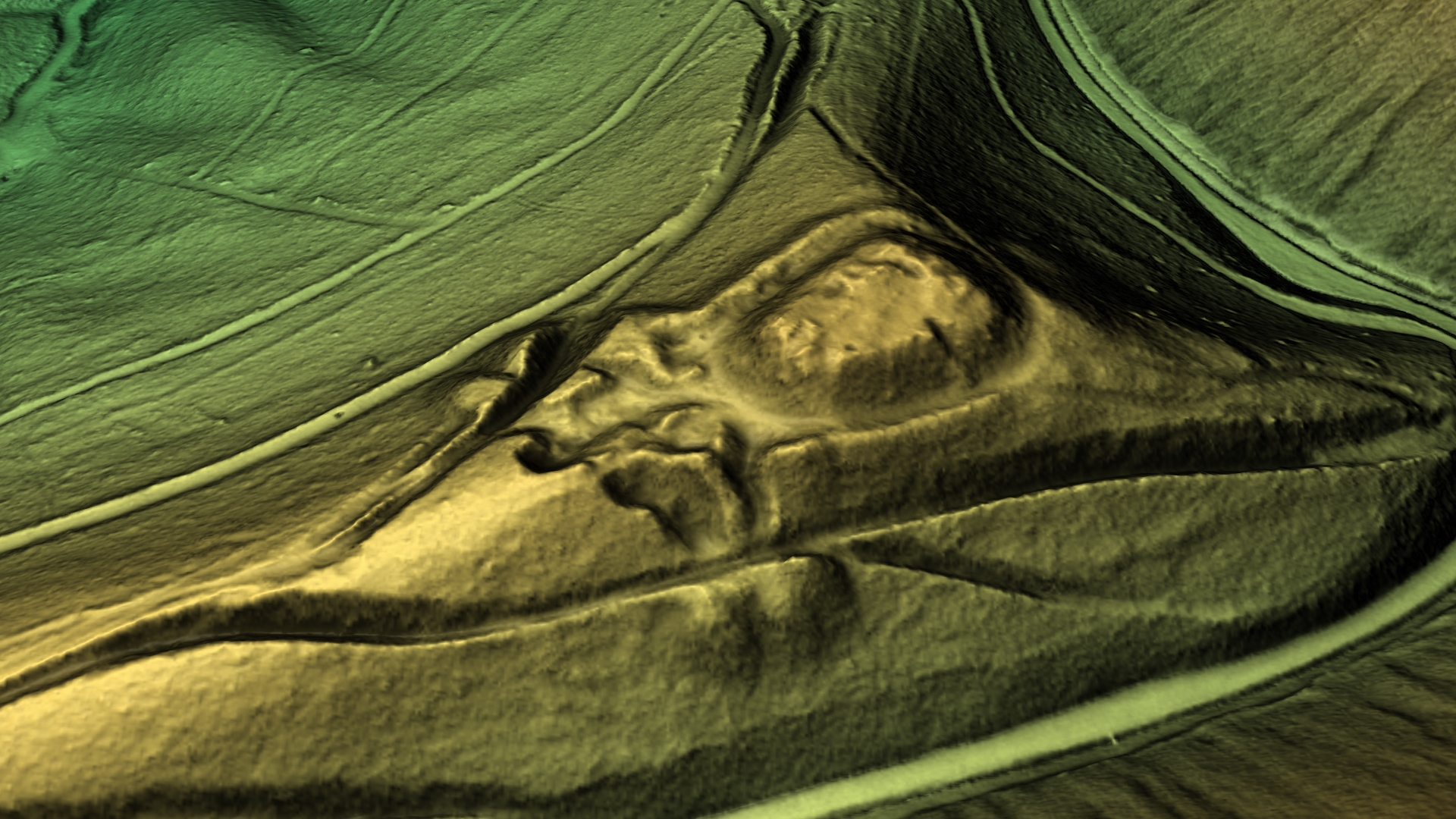
3D-Ansicht des digitalen Geländemodells

Die Burg Hornsberg, von der heute nur noch eine Ruine erhalten ist, war eine im Hochmittelalter errichtete kleine Befestigungsanlage. Sie war die Stammburg der Herren von Hornsberg, Ministerialen der Abtei Fulda.

## Lage
Die Anlage der Höhenburg liegt auf der 405 m ü. NN hohen Hornungskuppe im Seulingswald, unmittelbar an der hessisch-thüringischen Landesgrenze, und gehört heute anteilig zu den Orten Heringen im Landkreis Hersfeld-Rotenburg in Hessen und Dankmarshausen im Wartburgkreis in Thüringen. Sie liegt etwa 2,6 km nordnordwestlich der Stadtmitte von Heringen, westlich von Widdershausen und nordöstlich von Bengendorf, nordwestlich des Monte Kali auf der gegenüberliegenden Seite der Besucheranlage.

## Geschichte
Zum Schutz ihrer Besitzungen im Werratal ließ die Abtei Fulda in der Stauferzeit die Burg Hornsberg erbauen. Ein Hinricus de Hornesberc wurde 1214 als fuldischer Lehnsmann genannt. Als Pfand des in finanzieller Zwangslage befindlichen Klosters gelangte die Burg 1294 unter Reichsverwaltung, als König Adolf von Nassau seinen Feldzug nach Thüringen antrat. Nach dem Tod des Königs (1298) wurde die Burg wieder von Fulda eingelöst, aber bereits im 14. Jahrhundert soll sie aufgegeben worden sein.
Das Geschlecht derer von Hornsberg war zu dieser Zeit bereits in die Dienste benachbarter Burgen und Städte getreten; mit Stam von Hornsberg erlosch das Geschlecht im Jahre 1484. Das Wappen der Hornsberger zeigte zwei Hörner im Schild und als Helmzier.
Bei ihrem Zug durch das Werratal im Frühjahr 1525 nahmen die aufständischen Bauern die Mehrzahl der kleinen Adelssitze ein und verwüsteten sie. Im Salbuch von Friedewald wurde Schloss Hornsberg 1574 als Wüstung aufgeführt.

## Heutige Situation und Nutzung
Reste der Wallanlagen und des Halsgrabens umgeben heute die als überwachsener Steinhügel verbliebenen Reste der Burg. Die Burgruine ist auf thüringischer Seite ein ausgewiesenes Bodendenkmal der Stadt Werra-Suhl-Tal und befindet sich in Gemeindebesitz. Auf hessischer Seite reicht das Gelände der Kali-Abraumhalde bis unmittelbar an die Burgstelle, diese soll aber erhalten bleiben.

## Namensdeutung
Am Rande des Werratales gelegen war die markante, kegelförmige Erhebung der Hornungskuppe ein auffälliges Geländemerkmal; sie wurde somit auch namensgebend für die Burg.